# 225 pr. n. št.

## Smrti
- Selevk II. Kalinik, vladar Selevkidskega cesarstva (* 265 pr. n. št.)